# Leptotes bohnkiana
Leptotes bohnkiana é uma espécie de orquídea epífita de crescimento cespitoso, endêmica de áreas medianamente úmidas da mata atlântica do sul da Bahia, no Brasil.
São pequenas plantas que apresentam folhas roliças, rizomas reduzidos e pseudobulbos muito pequenos que quase imperceptivelmente prolongam-se em uma longa folha carnosa, teretiforme, pendente, que apresenta um sulco mais ou menos profundo na face. A inflorescência é apical, curta e comporta uma pequena flor meio tombada de aspecto vistoso. As flores geralmente são de coloração branca, com labelo manchado de púrpura. As pétalas e sépalas são parecidas, o labelo é trilobado, com garras que se prendem aos lados da coluna. Esta é curta e possui seis polínias de tamanhos desiguais, quatro grandes e duas pequenas.
Pertence ao grupo de folhas longas e flores estreitas. Pode ser reconhecida por ser morfologicamente muito parecida com a espécie Leptotes bicolor, mas suas flores medem apenas um terço do tamanho das desta última, com labelo proporcionalmente mais largo e apenas uma ou duas flores por inflorescência.